# Gislebertus d'Autun

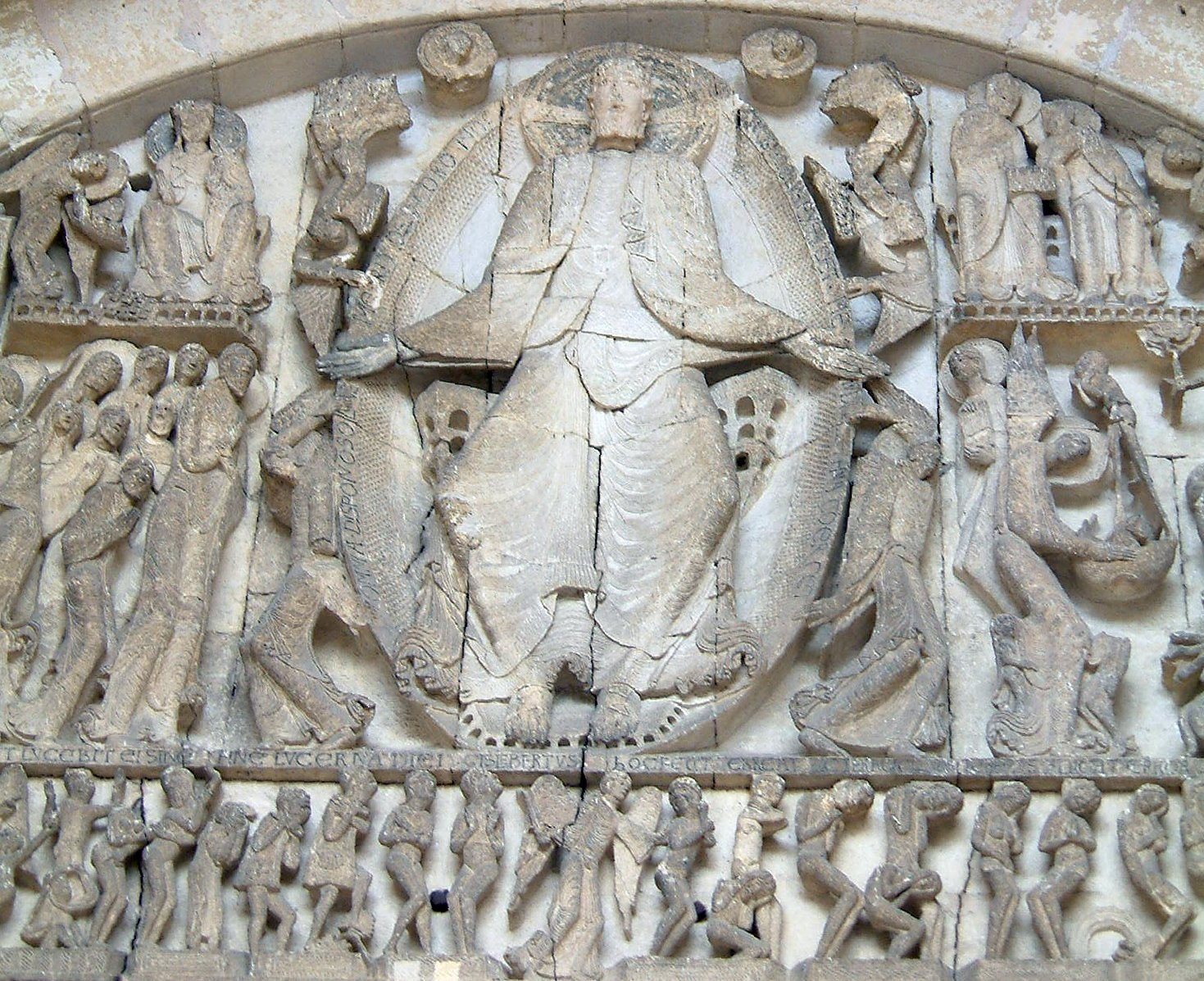
Timpà de la Catedral de Autun, obra de Gislebertus.

Gislebertus o Gislebert va ser un escultor francès actiu als primers decennis del segle xii i cèlebre pels treballs que va realitzar a la Catedral d'Autun (França). Pel que sembla en va ser un dels assistents del mestre de Cluny a la decoració de la mencionada abadia.

Va renovar la iconografia tradicional duent a terme figures amb proporcions alterades i característiques fisonòmiques deformes de manera que la composició resultés més dinàmica. És considerat, al costat del Mestre de Cabestany, Gilabert de Tolosa o Benedetto Antelami:
| « | Un dels escultors més importants de l'edat mitjana […] Les seves obres plàstiques pertanyen a les representacions més commovedores de l'escultura romànica. | » |

## Obra a la catedral d'Autun

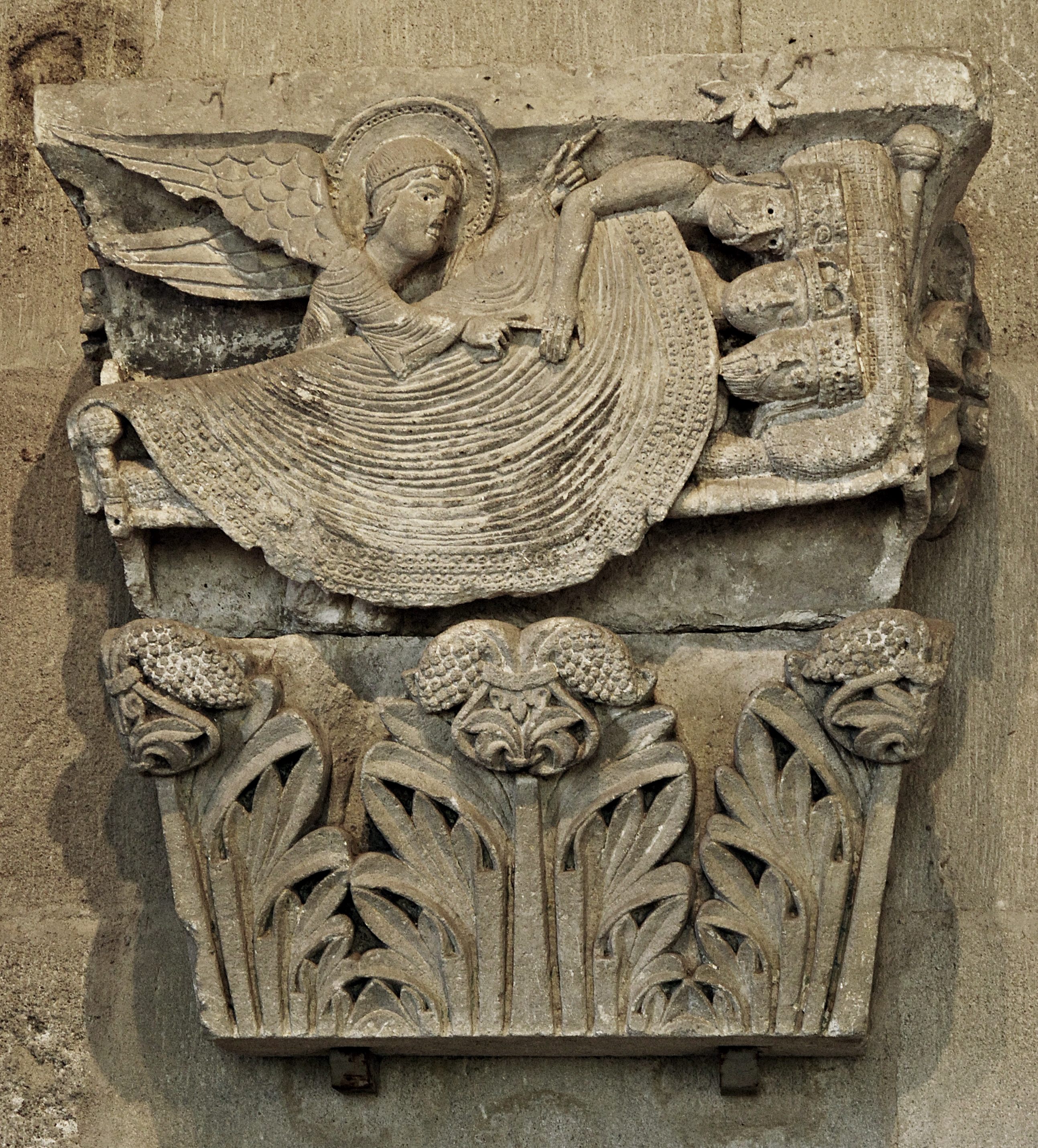
Els reis mags despertats per l'àngel

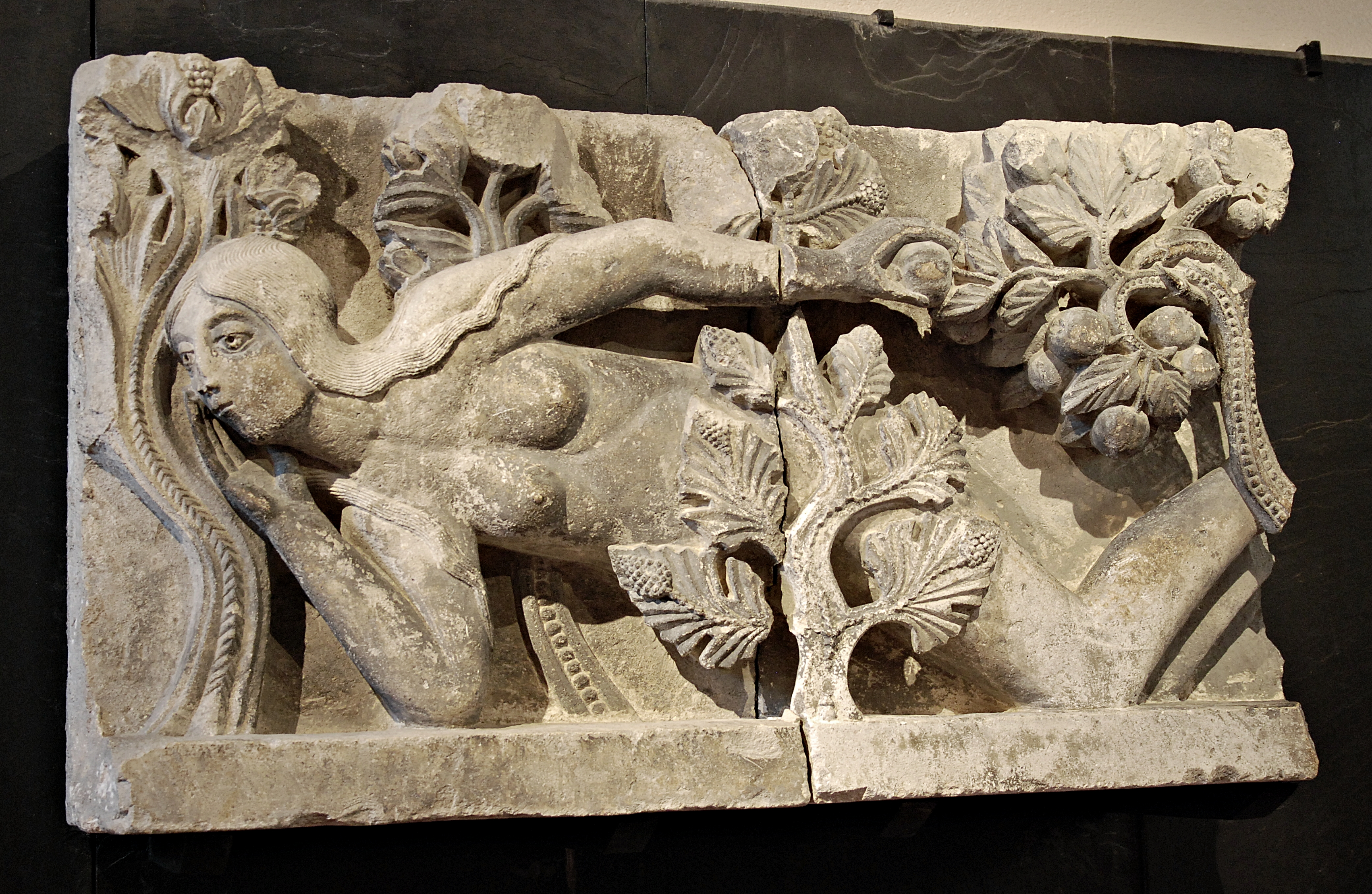
Eva d'Autun.

Prop de 1130 va decorar el timpà del portal oest de la catedral amb un relleu que representa el Judici Final i la Resurrección dels morts (en l'arquitrau). Un fet tot insòlit va ser de deixar la seva signatura a la zona de la màndorla als peus de Jesucrist. ("Gislebertus va executar aquesta obra"), al centre visual del timpà, pot ser signe de la seva fama o de la seva alta posició social.
Els seus Tres reis mags en mostren a dos adormits mentre el tercer és despertat per un àngel que li mostra l'estrella. També la seva representació de la Verge Sedes sapientiae mostra la seva originalitat: Maria inclina el cap i abraça el Nen donant-li així una forma més humana a la representació. Tanmateix, d'altres relleus mostren la ferocitat i dolor dels àngels satànics o la Mort de Judes Iscariote on dos dimonis l'ajuden a suïcidar-se.
Probablement, abans d'aquest any va esculpir Eva (també coneguda com La Temptació d'Eva, Eva de Gislebert, Eva d'Autun) a la llinda del portal lateral de la catedral i que actualment es troba al Museu Rolin a Autun. Es tracta d'una figura molt viva, una de les més seductores de l'escultura romànica, representant-la en una actitud suggeridora i original; acostada, amb el tronc en torsió cap a l'espectador, allarga la mà esquerra per prendre el fruit que es troba a la seva esquena i amb la dreta, a manera de botzina al costat de la boca, li xiuxiueja a Adam, figura desapareguda en l'actualitat. La informació arribada fins als nostres dies sobre aquest portal (ja perdut) indica que es tractava d'una representació del pecat original que adornava la llinda, una de sant Llàtzer al mainell i la Resurrecció de Llàtzer al timpà.
L'elecció dels temes no és casual: l'actitud incomparable, per a l'època, d'Eva jacent recolzada sobre un colze i un genoll, fa al·lusió a la Penitència i la posició és semblant a la de la serp, però també a la d'un penitent que ha d'agenollar-se per rebre la reconciliació. Gislebertus utilitza la provocació en transformar l'escena del pecat original en un vistós joc sensual.